# Candidula unifasciata
Candidula unifasciata е вид коремоного от семейство Hygromiidae.

## Разпространение
Видът е разпространен в Австрия, Белгия, Германия, Дания, Италия, Люксембург, Нидерландия, Полша, Словакия, Словения, Унгария, Франция, Хърватия, Чехия, Швейцария и Швеция.